# Система единого непереходного голоса
Систе́ма еди́ного (единственного) неперехо́дного (непередаваемого) го́лоса (англ. Single Non-Transferable Vote, сокращённо англ. SNTV) — избирательная система, используемая для выборов в многомандатных округах.

## Процедура подсчёта
Мандаты распределяются между кандидатами с наибольшим количеством голосов. В этом система единого непереходного голоса похожа на мажоритарную систему относительного большинства, с тем отличием, что в последней избирательные округа являются одномандатными.
Кандидаты в порядке убывания голосов получают по мандату, пока все мандаты не будут заполнены.

## Преимущества и недостатки

### Преимущества[2]
- Эта система упрощает прохождение меньшинств в парламент. Чем больше избирательные округа при этой системе — тем более пропорциональны результаты выборов.
- Параллельно с этим, система единого непереходного голоса требует усиления дисциплины партий. Партии должны разъяснять избирателям то, как они должны проголосовать, чтобы партия получила максимальное количество мест.
- Также считается, что система единого непереходного голоса меньше дробит партийную систему, чем чистая пропорциональная система. Это подтверждает опыт Японии, где использование этой системы в течение 45 лет привело к доминированию одной партии.
- Также эта система проста в подсчёте голосов.

### Недостатки
Тем не менее, распределение мандатов может не соответствовать распределению голосов между кандидатами. Это может произойти, если избиратели кандидата рассредоточены по разным округам и в большинстве округов они в меньшинстве. Это свойственно всем системам с несколькими избирательными округами. Так, на выборах 1980 года в Японии либеральные демократы получили 55 % мест, имея лишь 48 % голосов. Пропорциональность можно увеличить, увеличив количество мандатов для округов, но это ослабляет связь между избирателями и членами парламента.

## Пример
По результатам выборов голоса распределились таким образом:
| Кандидат | Избиратели |
| -------- | ---------- |
| A        | 240        |
| B        | 60         |
| C        | 40         |
| D        | 10         |
| Всего    | 350        |

Между ними необходимо распределить 3 мандата.
На первых 3 местах кандидаты A, B и C. Они и получат по мандату.

## Использование системы

### Используется сейчас
- Кувейт (выборы в Национальное собрание)
- Гонконг (выборы в  Законодательный совет (географические округа))
- Вануату (выборы в Парламент)

### Использовалась ранее[1]
- Япония (1948—1993)
- Китайская Республика (до 2008 года)